# Бунт свиней
Бунт свиней (эст. Sigade revolutsioon) — дебютный эстонский фильм режиссёра Рене Рейнумяги.

## Сюжет
Действие происходит в 1986 году. В летний лагерь на всеэстонский слёт дружин старшеклассников (EÕM) собираются отряды молодёжи. Здесь решается: кто станет победителем соревнований — тот и поедет в Сочи. Борьба идёт между двумя дружинами: «Кроотусе» и «Хундиссааре». В «Кроотусе» — все главные герои: Таанель, Эркки и тот, кому грозит армия. Таанель теряет первую любовь и находит вторую. Эркки сначала не поддерживает стремления к бунту, но потом становится одним из его лидеров, хотя его отец — директор лагеря. Тот, кому грозит армия, идти в армию не хочет — могут послать в Афганистан. Подспудный протест становится явным ночью — появляются листовки с протестом против войны в Афганистане. Руководство лагеря заставляет всех подписать письмо Рейгану о том, как счастлива юность в Эстонии. Затем поднятые по тревоге ребята находят канаву с трупами свиней, и это наводит их на мысль, что свиньи для человека такое же пушечное мясо, как солдаты. Утром после зарядки на сцену, где проводят викторину, вдруг врывается группа голых людей со свинячьими масками и лагерными номерами. Бунт перерастает в сексуальную и иную революции, и молодёжь, закрывшись в сарае, пишет письмо Рейгану, прося свободы для Эстонии. На следующий день товарищ Кадастик насылает на лагерь бульдозер, а взрослые вступают с ним в борьбу, отказавшись стрелять в детей. Все разъезжаются по домам.

## Награды
- Особый приз «Серебряный Георгий» 26-го Московского Международного Кинофестиваля.

## Отзывы критиков
- Елена Стишова («Искусство кино»)[1]: «„Бунт свиней“ — сильно запоздавший расчёт с колониальным прошлым…Все антигерои — просоветские эстонцы, конформисты и прислужники партократии. Молодые режиссёры Яак Кильми[англ.] и Рене Рейнумяги, снявшие эксцентрическую комедию-пародию с политическими обертонами конца 80-х, больше увлечены жанром, чем идеологией. Картина — чистый бал-маскарад в стиле кичево-глянцевого соц-арта, помноженного на „хиппизм“ сексуально озабоченных юных персонажей».

- Этэри Кекелидзе («Молодёжь Эстонии»)[2]: «„Бунт свиней“, на мой взгляд, — это отпечаток того идеологического хаоса и набора штампов, который царит в головах молодых людей, чьё отрочество выпало на годы перестройки, а юность на годы национального становления. Здесь „дано“ и „требуется доказать“ находятся в строго арифметическом соотношении….в картине есть очень точные эпизоды, короткие, как клипы, и действительно передающие настроения…Но драматургия картины рыхлая и обрывочная, сюжетные линии не завершены, характеры не разработаны».

## Интересные факты
- Малую роль в фильме получила певица Маарья Киви, ставшая примерно в это же время основной вокалисткой группы Vanilla Ninja, ставшей широко известной в Эстонии и других странах[3].